# Kyllinga odorata
Capim-cidreira (Kyllinga odorata) é uma planta da família das ciperáceas. É uma planta perene, densamente cespitosa (em moita), com rizomas e colmo. As folhas, lisas ou pregueadas, são de cor verde-clara. As inflorescências são do tipo espiga. É uma planta nativa do Brasil, do Pará até ao Rio Grande do Sul, existindo noutros locais do Globo, desde a Ásia até à América do Norte. Os compostos do seu óleo essencial são semelhantes aos da erva-cidreira e tem, por isso, aplicações medicinais semelhantes. É também conhecida pelos nomes de capim-barata, capim-cheiroso, capim-de-cheiro, capim-jaçapé, capim-santo e jacapé.